# Velvet Cacoon
I Velvet Cacoon sono stati un gruppo black metal statunitense formato a Portland, Oregon, nel 1996.

## Storia
Secondo le dichiarazioni dei membri, la band è nata nel 1996 per volere di SGL (Josh), LVG (Angela) e da SKV, un presunto batterista morto in un incidente di montagna, di cui è sempre stata incerta l'esistenza. Tuttavia non è possibile stabilire l'autenticità di ciò, dal momento che nessun materiale è stato pubblicato fino al 2002. Infatti, a causa di questa mancanza di informazioni veritiere, non è possibile stabilire con certezza quale sia la realtà e la finzione riguardo ai Velvet Cacoon, che sono stati segnati da eventi assai particolari e inusuali.
È certo che le intenzioni del membro fondatore, Josh, erano di creare un progetto black metal dalle atmosfere magiche, psichedeliche e decadenti, tanto quanto di costruire una realtà immaginaria che fosse in grado di celare misteri sulla band e di guadagnarsi l'attenzione da parte dell'audience e dei media.
Dopo presupposti scioglimenti e successive riformazioni, pubblicazioni di album e demo mai esistiti, leggende metropolitane riguardanti azioni ecoterroriste, performance dal vivo sanguinolente e ricoveri in ospedali psichiatrici, Josh rivelò in un'intervista che tutti questi eventi non furono altro che un'invenzione dello stesso, con il solo scopo di voler prendere in giro la scena black metal, che spesso è stata caratterizzata da tristi e strane vicende.
Josh e Angela hanno dichiarato che l'uso di droghe pesanti, soprattutto il destrometorfano, hanno influenzato la loro visione della realtà, ma ciò ha favorito anche una maggiore libertà in campo artistico.
Entrambi si dichiarano asessuali e in un'intervista hanno affermato: «Quando rimuovi il sesso dall'equazione della vita, hai delle possibilità infinite, una sensazione di libertà che solo pochi possono comprendere».

## Controversie
Tra i lavori inesistenti, che il gruppo pretendeva di aver pubblicato, ve ne sono altri non realizzati da loro ma da altri musicisti. Le pubblicazioni shoegaze e psych-folk dei Velvet Cacoon non erano altro che album rubati ad altri artisti. Ad esempio, il demo How the Last Day Came and Stayed then Faded into Simulated Rain contiene 9 tracce prese dal lavoro della musicista folk statunitense Korouva, Shipwrecks & Russian Roulette. Per chiarire la situazione, Miranda Lehman (Korouva) dichiarò che i Velvet Cacoon non hanno fatto altro che spacciare per proprio il suo lavoro. In seguito a questa dichiarazione, Josh e Angela rimossero le tracce del demo dal proprio canale MySpace.
Stessa cosa avvenne per il demo Dizzy from Eternity, anch'esso una pubblicazione rubata ai My Violent Ego, intitolata Clicks & Hisses.
Josh replicò alle critiche riconoscendo la propria condizione di colpevolezza, come quanto rivelato in un messaggio in un post di un forum che è stato successivamente cancellato.

## Formazione

### Ultima
- SGL (Josh) - voce, chitarra, basso, batteria
- LGV (Angela) - chitarra, effetti

### Passata
- SKV - batteria

## Discografia

### Album in studio
- 2002 - Dextronaut
- 2004 - Genevieve
- 2009 - Atropine
- 2009 - P aa opal Poere Pr. 33

### Demo
- 2002 - Music For Falling Buildings
- 2003 - Chapelflames (Red Steeples)

### Raccolte
- 2005 - Northsuite